# Julian Nieć
Julian Jerzy Nieć (ur. 13 października 1908, zm. 1 października 1939 w Szczebrzeszynie) – polski historyk, bibliotekarz, organizator życia naukowego na Wołyniu, porucznik rezerwy piechoty Wojska Polskiego.

## Życiorys
Ukończył gimnazjum w Rzeszowie i historię na Uniwersytecie Jagiellońskim w Krakowie. W czasie studiów był prezesem Koła Historyków Studentów UJ. Doktorat w 1933 pod kierunkiem Władysława Konopczyńskiego. Od 1934 roku był kierownikiem biblioteki publicznej w Łucku. Był współzałożycielem i sekretarzem powstałego w 1935 roku Wołyńskiego Towarzystwa Przyjaciół Nauk, a także kustoszem Wołyńskiego Muzeum Regionalnego w Łucku. Od 1936 roku był redaktorem pisma Ziemia Wołyńska. Z ramienia Wydziału Archiwów wizytował wołyńskie biblioteki i archiwa. Awansował w korpusie oficerów rezerwy piechoty na stopień podporucznika ze starszeństwem z 1 stycznia 1934 i 875. lokatą, a później porucznika ze starszeństwem z 1 stycznia 1938 i 239. lokatą.
Był oficerem rezerwy 24 Pułku Piechoty w Łucku. Po ogłoszeniu mobilizacji powszechnej przydzielony został do Ośrodka Zapasowego 27 Dywizji Piechoty we Włodzimierzu Wołyńskim. Wziął udział w kampanii wrześniowej, walcząc w grupie pułkownika Płonki. 29 września w walkach pod wsią Dzwola został ciężko ranny. Zmarł dwa dni później w szpitalu w Szczebrzeszynie.
Pochowany początkowo na cmentarzu parafialnym w Szczebrzeszynie, następnie ekshumowany i przeniesiony na Stary Cmentarz w Rzeszowie. W 1964 roku szczątki Juliana Niecia i jego ojca Teofila zostały przeniesione na cmentarz Rzeszów-Pobitno i złożone w grobowcu rodzinnym.

## Wybrane publikacje
- Młodość ostatniego elekta: St. A. Poniatowski 1732-1764, Kraków : skł. gł. Gebethner i Wolff 1935[5].
- Rzeszowskie za Sasów: szkic historyczny, Rzeszów: Tow. Regionalne Ziemi Rzeszowskiej 1938[6] (wyd. 2 - Rzeszów: "Libri Ressovienses" 1994).